# César Pinares
César Ignacio Pinares Tamayo (ur. 23 maja 1991 w Santiago) – chilijski piłkarz występujący na pozycji ofensywnego pomocnika, reprezentant Chile, od 2022 roku zawodnik Universidadu Católica.

## Kariera klubowa
Pinares pochodzi ze stołecznego Santiago i jest wychowankiem akademii juniorskiej krajowego potentata – CSD Colo-Colo. W pierwszej drużynie zadebiutował w wieku osiemnastu lat, kiedy to szkoleniowiec Hugo Tocalli wpuścił go na boisko w sierpniu 2009 w meczu z Rapa Nui (4:0) w krajowym pucharze. Jeszcze zanim został włączony na stałe do seniorskiego zespołu, w lutym 2010 wyjechał do Włoch, podpisując umowę z Chievo Werona – tam spędził kolejne półtora roku w młodzieżowej kategorii Primavera. W lipcu 2011 został wypożyczony na rok do trzecioligowego US Triestina, w którego barwach regularnie pojawiał się na boiskach, lecz sezon 2011/2012 okazał się jednym z gorszych w historii Triestiny, która spadła do czwartej ligi, a bezpośrednio po tym ogłosiła bankructwo. Zaraz po rozwiązaniu klubu zawodnik powrócił do ojczyzny, gdzie spędził kolejne pół roku w drugoligowym San Luis Quillota, jednak bez poważniejszych sukcesów.
Wiosną 2013 Pinares przeszedł do innego drugoligowca – stołecznego Santiago Morning, skąd po pół roku przeniósł się do występującego w najwyższej klasie rozgrywkowej Deportes Iquique. W chilijskiej Primera División zadebiutował 28 lipca 2013 w przegranym 0:1 spotkaniu z O’Higgins, zaś premierową bramkę strzelił 6 października tego samego roku, z rzutu karnego w wygranej 3:2 konfrontacji z Cobreloą. W 2014 roku zdobył z Iquique krajowy puchar – Copa Chile, lecz sam – mimo regularnych występów – pojawiał się na placu gry głównie jako rezerwowy i bezpośrednio po tym sukcesie zasilił greckiego drugoligowca Olympiakos Volou. Jego barwy reprezentował jednak tylko przez sześć miesięcy, po czym powrócił do Iquique, gdzie bez poważniejszych sukcesów spędził kolejny rok, tym razem mając z reguły pewne miejsce w wyjściowym składzie.
W styczniu 2016 Pinares podpisał umowę ze stołecznym Uniónem Española. Występował tam przez kolejne półtora roku – mimo braku drużynowych osiągnięć był gwiazdą zespołu, co zaowocowało pierwszymi powołaniami do reprezentacji kraju. W późniejszym czasie zdecydował się wyjechać na Bliski Wschód; we wrześniu 2017 za sumę trzech milionów euro przeszedł do Sharjah FC ze Zjednoczonych Emiratów Arabskich. W tamtejszej UAE Arabian Gulf League zadebiutował 21 września w przegranym 0:2 meczu z Al-Dhafra.

## Kariera reprezentacyjna
W styczniu 2011 Pinares został powołany przez Césara Vaccię do reprezentacji Chile U-20 na Mistrzostwa Ameryki Południowej U-20. Tam był jednym z podstawowych graczy swojej drużyny – rozegrał siedem z dziewięciu możliwych spotkań (z czego pięć w wyjściowym składzie), natomiast jego kadra zajęła na peruwiańskich boiskach czwarte miejsce, nie kwalifikując się na Mistrzostwa Świata U-20 w Kolumbii.
W seniorskiej reprezentacji Chile Pinares zadebiutował za kadencji selekcjonera Juana Antonio Pizziego, 11 stycznia 2017 w zremisowanym 1:1 meczu z Chorwacją w ramach towarzyskiego turnieju China Cup. W tym samym spotkaniu strzelił także swojego pierwszego gola w kadrze narodowej, a jego zespół triumfował ostatecznie w rozgrywkach.